# Kimberley (Norfolk)
Kimberley – wieś w Anglii, w hrabstwie Norfolk, w dystrykcie South Norfolk, w civil parish Kimberley and Carleton Forehoe. Leży 17 km na zachód od Norwich i 146 km na północny wschód od Londynu.
W 1931 roku civil parish liczyła 163 mieszkańców. Kimberley jest wspomniana w Domesday Book (1086) jako Chineburlai/Kiburnelai.